# Xiaomi Mi 3
Xiaomi Mi 3 — смартфон, разработанный компанией Xiaomi. Третья версия гаджета относится к устройствам флагманского сегмента. Xiaomi Mi 3 был представлен 5 сентября 2013 года. Поступил в продажу в Китае в октябре 2013 года. После начала продаж всего за 3 минуты было распродано 200 000 единиц. Xiaomi Mi 3 стал самой продаваемой моделью компании в 2013 году.
5 сентября 2013 года также был представлен Mi 3 TD — версия Mi 3 с другим процессором. 